# فيرتشايلد سويارينغن ميترولاينر
فيرتشايلد سويارينغن ميترولاينر (بالإنجليزية: Fairchild Swearingen Metroliner)‏ هي طائرة إقليمية، مكيفة الضغط وبسعة 19 مقعدا، ومزودة بمحركين مروحيين توربينيين. أنتجت عام 1968 في الولايات المتحدة. من صناعة فيرتشايلد للطيران. كان أول طيران لها في أغسطس 26, 1969. دخلت الخدمة في 1972، ومازالت في الخدمة حتى الآن. صنع منها 600 طائرة.
أنتجت الطائرة لأول مرة بواسطة شركة سويارينغن للطائرات (بالإنجليزية: Swearingen Aircraft)‏وفي وقت لاحق تم أنتاجها من قبل فيرتشايلد للطيران في مصنعها الواقع في سان أنطونيو، تكساس، الولايات المتحدة الأمريكية.